# Without You (David Bowie)
Without You is een nummer van de Britse muzikant David Bowie en het vierde nummer op zijn album Let's Dance uit 1983. In november 1983 werd het uitgebracht als de vierde single van het album in Nederland, de Verenigde Staten, Japan en Spanje. Enkel in de Verenigde Staten kwam het nummer in de hitlijsten, maar piekte slechts op de 73e plaats.
De cover van het album bevat het werk van artiest Keith Haring en de foto op de achterkant is genomen door Denis O'Regan, die lange tijd met Bowie heeft samengewerkt.

## Tracklijst
1. "Without You" (Bowie) - 3:08
2. "Criminal World" (Peter Godwin/Duncan Browne/Sean Lyons) - 4:25

## Muzikanten
- David Bowie: zang
- Stevie Ray Vaughan, Nile Rodgers: gitaar
- Bernard Edwards: basgitaar
- Tony Thompson: drums
- Steve Elson, Stan Harrison: saxofoon
- Frank Simms, George Simms: achtergrondzang